# 梁海怡
梁海怡，（1977年12月1日—）中華人民共和國广东省人。2011年因为在互联网转载中国茉莉花革命相关信息和参加在集会而被逮捕。以「涉嫌煽動顛覆國家政權」的罪名被刑拘，囚禁在哈爾濱市第二看守所。

## 个人经历
梁海怡，網名「渺小」，原籍廣東省從化市。畢業于廣州市土地房產管理學校。婚後與丈夫移居哈爾濱。夫妻兩人於2010年離婚。
2011年初，突尼斯爆發茉莉花革命，本·阿里政權被推翻。少数人通过推特秘密树洞账号（@mimitree0）等渠道筹划一场反政府社会活动。梁梅怡加入其中。

## 被捕
2011年2月20日下午5時，梁海怡對著市政府喊话：「你們要覺醒，要還人民以自由，我們要平等。」10分鐘後，梁海怡被捕。這是她在这次被捕前最後的公開演說。
王丹在Facebook稱梁海怡“在今天的政治高压下敢于这样做，她具备了比我们当年更大的勇气。”

## 被判政治罪
2014年7月18日，广东从化法院开庭宣判梁海怡煽动颠覆国家政权罪有期徒刑三年缓刑两年。